# Црвеншарка
Црвеншарка (Courtinarius bolaris (Pers. ex Fr.) Fr) је отровна гљива која је распрострањена по Југославији.

## Клобук
Величина је 1,5-3,5-(5,5) cm, прво полулоптаст, затим обло јастучаст, готово раван, или јаче избочен на тјемену, руба подврнутог, па равног или валовитог, често радијално напуклог. Кожица сува, на прљавобијелој или као свијетла бијела кава основи, покривена трокутастим или четверокутним влакнастим крљуштима јарко циноберцрвене боје, што касније постаје тамнија и помало се разлијева по основи.

## Листићи
Листићи су равно прирасли, не густи, различито дуги, цијеле оштрице, широки 3-5 mm; прво глиненокрем, убрзо циметносмеђи с маслинастим дашком, касније постају цинобер, почевши од оштрице надоље, на крају смеђи с наранчастоцрвеним прељевом, што све заједно даје бакарну резултанту.

## Отрусина
Отрусина је риђесмеђа.

## Стручак
Величина је од 3-5,5/0 до 6-0,9 cm, надоље постепено или при дну нагло шири, до 1,5 cm. При врху зонирано бијел, затим под прстеноликом копреном, односно под прстеноликим риђесмеђе обојеним накупинама нити, има жутих партија, особито при дну и између циноберцрвених влакнастих и мрљастих поља, која се измјењују с бјелим. Пун, па шупаљ, највећима при врху.

## Месо
Месо је бијело, почиње жутјети па црвењети најприје у доњем дијелу стручка. Доста дебело за тако малу гљиву. Укус мало љуткаст, мирис на лубенице. Његов сок боји папир загаситоцрвено, попут осушене крви.

## Микроскопија
Споре јајолике или широко елипсоидне, смеђецрвене са жутим зрнцима, 6-8, 2/4,5-5,5 mi.

## Станиште и распрострањеност
Иначе доста раштракано по Југославији, у околици Загреба честа врста; крај листопадног дрвећа, особито храстова, на јачек киселом тлу. Расте у скупинама и радо у грмовима, често подно раструљелог пања.

## Јестивост
Недоказано, но највјероватније тешко отровна попут црвенјаче, Cortinarius orellanus.

## Сличне врсте
Приказана врста не слаже се потпуно с другим описима истоимене гљиве, особито не с Мосеровим уврштавањем у Leprocybe, које на лужине реагирају на месу црносмеђе, док наша раса реагира кадмијужуто, а ни споре јој нису „готово округле“ осим изузетно.
Најсличнија је лажна црвеншарка. Cortinarius pseudobolaris Mre., такођер сумњива као отровна. Она је већа, жута и по клобуку, који је без крљушти, само са ураслим цинобер влакнима, и то тек парцијално; месо је на пресјеку одмах лимунжуто, па сумпорно, па окерцрвено, а мирише на хрен. На додир споља још јаче пожути него bolaris.
Могло би доћи до забуне с листопадном пузицом, Armillariella mellea, особито кад расте уз пањ или у грму. И пузица може по листићима и љуспицама на клобуку поцрвењети. Пузица, међутим, има прави опнасти прстен, бијелу отрусину и месо јој не пожути и не поцрвени. 